# حيدر نوزاد
حيدر نوزاد (مواليد 20 إبريل 1983) هو رياضي عراقي في رياضة التجديف. ولد في بغداد لأبوين كرديين. وهو يجيد الكردية والعربية والإنجليزية والسويدية.
شارك كثنائي مع حمزة حسين في دورة الألعاب الأولمبية الصيفية 2008 في بكين.
فاز حيدر بأول ميدالية للعراق في الألعاب الآسيوية 2010 المركز الثالث في سباق التجديف الفردي للرجال. بعد هذا النصر عادل علي الأمين العام في العراق للجنة الأولمبية الوطنية أعلن أن منظمته ملتزمة بتوفير أفضل تمويل للرياضة في العراق.[بحاجة لمصدر]

## روابط خارجية
- حيدر نوزاد على موقع الاتحاد الدولي للتجديف (الإنجليزية)
- حيدر نوزاد على موقع أوليمبيديا (الإنجليزية)